# Objetivo Birmania
Objetivo Birmania (Objective, Burma!) es una película bélica estadounidense de 1945 dirigida por Raoul Walsh, con Errol Flynn como actor principal.
La acción se desarrolla durante la lucha en el Sudeste Asiático entre las tropas estadounidenses y las japonesas durante la Segunda Guerra Mundial.

## Argumento
En plena guerra, un pelotón estadounidense se lanza en paracaídas a la jungla de Birmania, tras las líneas japonesas. La expedición está mandada por el mayor Nelson, y tiene como misión destruir una estación de radar enemiga. El avance por la jungla y por los pantanos se hace extremadamente difícil, tanto por las condiciones del terreno como por la multitud de enemigos que van encontrando.